# (35726) 1999 GW
1999 GW (asteroide 35726) é um asteroide da cintura principal. Possui uma excentricidade de 0.09517630 e uma inclinação de 3.57936º.
Este asteroide foi descoberto no dia 5 de abril de 1999 por Korado Korlević em Visnjan.